# Бабій Віктор Васильович
Віктор Васильович Бабій (нар. 17 листопада 1964, с. Вербівка Борщівського району — 7 березня 2018) — український архітектор. Член НСАУ (1992).

## Життєпис
Віктор Васильович Бабій народився 17 листопада 1964 року у Вербівці Борщівського району Тернопільської області, нині Україна.
Закінчив Львівський політехнічний інститут (1986, нині національний університет «Львівська політехніка»).
Працював у м. Тернополі: у художніх виробничих майстернях Художнього фонду України (1986—2000), Промбудпроекті, від 2003 — приватний архітектор.

## Доробок
Спроектував церкви у м. Борщові (дві), с. Мишковичах Тернопільського району, житлові будинки у м. Тернополі та області, пам’ятники Т. Шевченку в Борщові (1991), смт Козові (1993).